# Mistrzostwa Europy w Boksie 1983
XXV Mistrzostwa Europy w Boksie (mężczyzn) odbyły się w dniach 7-15 maja 1983 w Warnie. Walczono w dwunastu kategoriach wagowych. Startowało 149 uczestników z 19 państw, w tym jedenastu reprezentantów Polski.

## Medaliści

### Waga papierowa
| Złoto                    | Srebro                   | Brąz                                       |
| ------------------------ | ------------------------ | ------------------------------------------ |
| Ismaił Mustafow Bułgaria | Salvatore Todisco Włochy | Bejbut Jesżanow ZSRR · Mustafa Genç Turcja |

### Waga musza
| Złoto                | Srebro             | Brąz                                            |
| -------------------- | ------------------ | ----------------------------------------------- |
| Petyr Lesow Bułgaria | János Váradi Węgry | Constantin Titoiu Rumunia · Raszid Kabirow ZSRR |

### Waga kogucia
| Złoto                  | Srebro                 | Brąz                                                      |
| ---------------------- | ---------------------- | --------------------------------------------------------- |
| Jurij Aleksandrow ZSRR | Sami Buzoli Jugosławia | Klaus-Dieter Kirchstein NRD · Pavel Madura Czechosłowacja |

### Waga piórkowa
| Złoto                | Srebro                   | Brąz                                       |
| -------------------- | ------------------------ | ------------------------------------------ |
| Sierik Nurkazow ZSRR | Płamen Kamburow Bułgaria | Róbert Gönczi Węgry · Frank Rauschning NRD |

### Waga lekka
| Złoto                    | Srebro                  | Brąz                                                 |
| ------------------------ | ----------------------- | ---------------------------------------------------- |
| Emił Czuprenski Bułgaria | Carlo Russolillo Włochy | Tibor Puha Czechosłowacja · Wiktor Diemjanienko ZSRR |

### Waga lekkopółśrednia
| Złoto                | Srebro                   | Brąz                                          |
| -------------------- | ------------------------ | --------------------------------------------- |
| Wasilij Szyszow ZSRR | Mirko Puzović Jugosławia | Siegfried Mehnert NRD · Jordan Lesow Bułgaria |

### Waga półśrednia
| Złoto             | Srebro               | Brąz                                            |
| ----------------- | -------------------- | ----------------------------------------------- |
| Piotr Gałkin ZSRR | Luciano Bruno Włochy | Mihai Ciubotaru Rumunia · Kieran Joyce Irlandia |

### Waga lekkośrednia
| Złoto                | Srebro          | Brąz                                             |
| -------------------- | --------------- | ------------------------------------------------ |
| Walerij Łaptiew ZSRR | Ralf Hunger NRD | Michaił Takow Bułgaria · Gheorghe Simion Rumunia |

### Waga średnia
| Złoto                 | Srebro                 | Brąz                                        |
| --------------------- | ---------------------- | ------------------------------------------- |
| Władimir Mielnik ZSRR | Doru Maricescu Rumunia | Henry Maske NRD · Nusret Redžepi Jugosławia |

### Waga półciężka
| Złoto                    | Srebro               | Brąz                                       |
| ------------------------ | -------------------- | ------------------------------------------ |
| Witalij Kaczanowski ZSRR | Paweł Skrzecz Polska | Pero Tadić Jugosławia · Eyüp Çiftçi Turcja |

### Waga ciężka
| Złoto                   | Srebro             | Brąz                                              |
| ----------------------- | ------------------ | ------------------------------------------------- |
| Aleksandr Jagubkin ZSRR | Gyula Alvics Węgry | Grzegorz Skrzecz Polska · Paul Golumbeanu Rumunia |

### Waga superciężka
| Złoto                    | Srebro         | Brąz                                                     |
| ------------------------ | -------------- | -------------------------------------------------------- |
| Francesco Damiani Włochy | Ulli Kaden NRD | Aleksandr Miroszniczenko ZSRR · Petyr Stoimenow Bułgaria |

## Występy Polaków
- Henryk Sakowski (waga papierowa) przegrał pierwszą walkę w eliminacjach z Ismaiłem Mustafowem (Bułgaria)
- Zbigniew Raubo (waga musza) przegrał pierwszą walkę w eliminacjach z Raszidem Kabirowem (ZSRR)
- Sławomir Zapart (waga kogucia) przegrał pierwszą walkę w eliminacjach z Klausem-Dieterem Kirchsteinem (NRD)
- Krzysztof Kosedowski (waga piórkowa) wygrał w eliminacjach z Vincenzo Limatolą (Włochy), a w ćwierćfinale przegrał z Płamenem Kamburowem (Bułgaria)
- Sławomir Kaczmarek (waga lekka) przegrał pierwszą walkę w eliminacjach z Istvánem Turu (Węgry)
- Mirosław Piotrowski (waga lekkopółśrednia) przegrał pierwszą walkę w ćwierćfinale z Mirko Puzoviciem (Jugosławia)
- Mirosław Dąbrowski (waga półśrednia) przegrał pierwszą walkę w eliminacjach z Tiborem Molnárem (Węgry)
- Edward Maj (waga lekkośrednia) przegrał pierwszą walkę w eliminacjach z Michaiłem Takowem (Bułgaria)
- Stanisław Łakomiec (waga średnia) wygrał w eliminacjach z Terje Sveenem (Norwegia), a w ćwierćfinale przegrał z Doru Maricescu (Rumunia)
- Paweł Skrzecz (waga półciężka) wygrał w eliminacjach z Christerem Corpi (Szwecja), w ćwierćfinale z Juhą Hanninenem (Finlandia), w półfinale z Eyüpem Çiftçim (Turcja), a w finale przegrał z Witalijem Kaczanowskim (ZSRR) zdobywając srebrny medal
- Grzegorz Skrzecz (waga ciężka) wygrał w eliminacjach z Wasylem Bosakowem (Bułgaria), w ćwierćfinale z Antonio Manfredinim (Włochy), a w półfinale przegrał z Gyulą Alvicsem (Węgry) zdobywając brązowy medal